# Burckart de Gueberschwihr
Burckart de Gueberschwihr est un chevalier alsacien né vers 1030 et mort le 19 février 1120. Il est le fondateur de l’abbaye de Marbach et du couvent de Schwartzenthann.

## Biographie
Burckart de Gueberschwihr est probablement né vers 1030 et est vassal de l’évêque de Strasbourg, dont il est un ministériel administrant les biens de l’évêché dans le Mundat supérieur. En 1089, il fonde l’abbaye de Marbach, qui a la particularité d’être un couvent de chanoines réguliers de saint Ruf suivant la règle de saint Augustin,. La légende de cette fondation dit que Burckart de Gueberschwihr se serait endormi lors d’une chasse dans les montagnes au-dessus d’Obermorschwihr et Vœgtlinshoffen et aurait alors vu en songe Jésus, Marie et saint Augustin, le premier dessinant les plans d’un monastère et le troisième lui demandant de les exécuter,.
Burckart de Gueberschwihr fonde alors une chapelle à l’endroit où il s’est endormi et sollicite les autres familles nobles de la région, notamment les Éguisheim-Dabo, afin qu’ils apportent eux-aussi leur contribution. Outre la recherche de financements pour le nouvel établissement, il déploie d’importants efforts pour faire y venir des religieux et cherche notamment en Bavière le théologien Manegold de Lautenbach. Il fonde également plus tard le couvent de Schwartzenthann.
À sa mort le 19 février 1120, il est inhumé, de même que sa femme et sa fille, dans le chœur de l’église abbatiale de Marbach. Après l’incendie du monastère en 1290, son sarcophage est transféré dans un mausolée célébrant son rôle de fondateur. Après la destruction de l’abbaye dans les décennies suivant la Révolution, sa pierre tombale entre dans les collections du musée Unterlinden de Colmar,.